# Evangelisches Medienhaus
Die Evangelisches Medienhaus GmbH ist das Medienunternehmen der Evangelischen Landeskirche in Württemberg. Das Unternehmen ist zu 100 % in Besitz der württembergischen Landeskirche und hat seinen Sitz in Stuttgart.
Die Evangelisches Medienhaus GmbH entwickelt und produziert im kirchlichen Umfeld und darüber hinaus Text- und Druckerzeugnisse, Filme, Internet-, Presse-, Radio- und Fernsehbeiträge. Ferner entwickelt es Kommunikationskonzepte, führt Veranstaltungen, Projekte und Events durch, verkauft und verleiht Medien und Equipment, informiert, berät und bildet in allen Bereichen moderner Kommunikation weiter.

## Geschäftsfelder
Das Evangelische Medienhaus entwickelt digitale Lösungen wie Webportale, Apps, Datenbanken und Websites. Mit dem Internetgemeindebaukasten bietet es Kirchengemeinden oder kirchlichen Einrichtungen ein leicht zu bedienendes System für professionelle Internetauftritte an.
Auch für die klassische Werbung und Öffentlichkeitsarbeit bietet das Evangelische Medienhaus alle Leistungen von Corporate Design, Satz und Gestaltung bis zum Druck an. Es entwickelt Kampagnen und Fundraisinginitiativen. Auch bietet es Full-Service für Events an.
Digitale Schaukästen gehören auch zum Angebot. Dabei bietet das Evangelische Medienhaus allwettertaugliche Monitore, deren Installation, die passende Software für Gestaltung und Steuerung sowie Schulungen an.
Fort- und Weiterbildung ist ein wichtiges Geschäftsfeld des Evangelischen Medienhauses. Seminare und Workshops rund um Öffentlichkeitsarbeit, Medien, Technik, Internet, Präsentation und Medienbildung können in Online-Formaten oder Präsenzveranstaltungen gebucht werden.
Der Ökumenische Medienladen, den das Evangelische Medienhaus gemeinsam mit der katholischen Fachstelle Medien betreibt, verleiht Medien an Kirchengemeinden, Bildungsträger und kirchliche Einrichtungen.
Werbemittel, Gesangbücher, Grußkarten, Bücher und Medien können im Vertrieb des Evangelisches Medienhauses bezogen werden.
Die Redaktionen des Medienhauses beliefern die privaten Hörfunksender in Württemberg mit Andachten, Wortbeiträgen und ganzen Sendungen. Video- und Multimediabeiträge werden in verschiedenen TV-Kanälen und online ausgestrahlt. Die im öffentlich-rechtlichen Hörfunk und Fernsehen gesendeten Beiträge verantwortet inhaltlich das Landespfarramt für Rundfunk und Fernsehen, das im Medienhaus seinen Sitz hat.
Geschäftsführer des Evangelischen Medienhauses sind Frank Zeithammer und Tobias Glawion.